# Hypena divecla
Hypena divecla là một loài bướm đêm trong họ Erebidae.